# Ziauddin Yousafzai
Ziauddin Yousafzai (Shangla, 20 aprile 1969) è un attivista pakistano noto per essere il padre del premio Nobel Malala Yousafzai, che ha protestato contro l'opposizione dei talebani ai diritti all'istruzione delle donne, in particolare per le ragazze pakistane. Attualmente è cofondatore e membro del consiglio di amministrazione del Malala Fund e autore di Libera di volare.

## Biografia

### Prima infanzia
È nato il 20 aprile 1969 in una famiglia musulmana sunnita di etnia pashtun. Il padre di Ziauddin era l'oratore Rohul Amin Yousafzai, che era anche insegnante di teologia in una scuola superiore governativa, nonché l'Imam della moschea locale. Come insegnante, gestiva una catena di scuole conosciute come la Khushal Public School, dal nome di un famoso poeta pashtun, Khushal Khan Khattak, oltre ad essere membro del Rotary Club dello Swat.

### Formazione scolastica
Dato che suo padre era un attivista educativo, Ziauddin era ispirato. Anche se soffriva di balbuzie, voleva dimostrare ai suoi genitori che sarebbe stato in grado di imparare a parlare correttamente. I suoi genitori lo lasciarono andare a scuola a imparare.
Ziauddin Yousafzai ha frequentato il Jahanzeb College dello Swat, in Pakistan. Durante la sua permanenza nell'istituto, è stato nominato segretario generale della Pakhtoon Students Federation (PSF), un'associazione studentesca che voleva pari diritti per i pashtun. Yousafzai si è laureato al Jehanzeb College in Inglese.

### Vita privata
Yousafzai ha una moglie, di nome Toor Pekai, una figlia, Malala, e due figli, Khushal e Atal. La sua prima figlia (intorno al 1995) era nata morta. Ziauddin è stato visto, in interviste con sua figlia, parlare fluentemente inglese, urdu e pashto.

## Missione
Quando sua figlia, Malala, era abbastanza grande per iniziare a capire che a una certa età alle ragazze era proibito frequentare la scuola, la ispirò a farsi valere e parlare. Invece di frequentare la scuola, le ragazze avrebbero dovuto rimanere a casa e imparare a cucinare per i loro fratelli e padri. Quando ha fondato le sue scuole dopo il college con il suo amico Naeem Khan, erano ovviamente aperti a insegnare alle ragazze che si sforzavano di continuare ad imparare e andare a scuola. Ha sostenuto ogni donna che voleva avere successo nella vita e non rimanere analfabeta come molte donne in Pakistan.

## Altre attività
Ziauddin ha rilasciato un'intervista con il programma di attualità The Agenda. Ha anche tenuto un discorso per TED Talk in cui descrive le ragioni per cui incoraggia sua figlia a parlare per i diritti delle donne. Nel suo discorso, ricorda di non aver mai visto da ragazzo i nomi delle sue sorelle scritti su carta e che andava a scuola mentre tutte loro dovevano rimanere a casa. Attribuisce il suo attivismo a questi fatti.

## Riconoscimenti
L'11 giugno 2015, Yousafzai ha ricevuto un dottorato onorario in legge dalla Wilfrid Laurier University a Waterloo, in Canada, per il suo impegno per la pace e per i suoi continui sforzi per i diritti all'istruzione delle ragazze in Pakistan e altrove.
Nel 2017, Yousafzai ha ricevuto, insieme a sua figlia, un dottorato onorario dall'Università di Ottawa.

## Opere
Yousafzai ha scritto un'autobiografia intitolata Let Her Fly, pubblicata nel novembre 2018. Nel suo libro descrive la sua lotta per i diritti di tutti i bambini a diventare un'istruzione paritaria e parla di opportunità e riconoscimento sociale e politico.